# 2012年4月英國

## 4月30日
- 外相夏偉林宣佈外交部將額外獲得150萬英鎊撥款，用於「網上推廣表達自由」，作為部門在環球層面「強化和發展」人權方面的一部份政策。BBC （页面存档备份，存于）
- 消息指現任英超球會西布朗領隊鶴臣將獲委任為英格蘭足球代表隊領隊。BBC （页面存档备份，存于）

## 4月29日
- 外交部證實，在本年1月於巴基斯坦為紅十字會服務期間，被綁架的一名60歲英籍男義工已經遇害，當地警方在死者身邊發現字條，表示綁架及謀殺行動是塔利班所為。BBC （页面存档备份，存于）
- 對於天主教會在本周致函轄下400間受政府支助的教會學校，呼籲師生到政府的網上請願網站聯署反對同性婚姻，教育大臣高文浩表示會調查事件。雖然學校一直以來均要恪守政治中立原則，但天主教會方面否認違反任何操守，強調教會對婚姻的看法屬於宗教而非政治事宜。BBC （页面存档备份，存于）

## 4月23日
- 一個由上下院兩院議員組成的委員會提出改革上議院的建議，當中包括要求百分之80的上議員由選舉產生，議員數目應該由目前大約800人減至450人，而且以15年為任期，但改革要得到公投認可。聯合政府去年曾提出建議，認為改革後的上議院應只保留300席，240席由選舉產生，其餘60席為委任議席，全體上議員任期同為15年。BBC （页面存档备份，存于）
- 聯合政府要求政府各部門削減多百分之5的部門預算，希望能夠節省出160億英鎊，預留作突發應急開支。各部門另要每月定時向財政部匯報用度狀況。BBC （页面存档备份，存于）

## 4月21日
- 英女皇伊利沙伯二世渡過86歲大壽，倫敦塔、海德公園、約克博物館花園、樸茨茅夫港口、愛丁堡城堡、斯特陵城堡等各地均有英軍舉行鳴砲儀式向女皇致敬，其中海德公園鳴放41響禮砲的儀式更吸引逾千人圍觀。今年適逢女皇登基鑽禧紀念，到6月英女皇壽辰的時候將會舉行大型慶典，女皇本日則選擇在溫莎堡低調慶祝，未有公開活動。BBC （页面存档备份，存于）
- 工黨退休政治家阿什利勳爵（Lord Ashley）在4月20日逝世，終年89歲。阿什利在1922年出生，1966年至1992年擔任下議院議員，代表南特倫特河畔斯托克選區。他在1968年因為一次耳科手術失敗而導致失聰，激發他在議會為傷殘人士爭取平等權益。他在1975年獲英女皇獎授名譽勳位，1992年獲冊封上議院終身貴族。工黨黨魁文立彬等對其逝世致悼，並讚揚他在爭取傷殘人士權益方面的貢獻。BBC （页面存档备份，存于）

## 4月19日
- 內政大臣文翠珊重申激進伊斯蘭教士阿布·卡塔達（Abu Qatada）不可以就他的遞解案件上訴到歐洲人權法院，理由是他已經過了三個月的上訴申請期限。人權法院較早前表示卡塔達一方沒有遲交申請，有法律界人士更指出是文翠珊計錯了截止日期。身在英國的卡塔達被指曾在約旦策動恐怖襲擊，人權法院在年初裁定他被遣返約旦後不會受到拷問，但認為當局有可能透過拷問其他人取得證據，因此禁止英國把他遣返。卡塔達向人權法院提出上訴，是因為不同意裁決認為他被遣返約旦後不會遭受拷問的說法。BBC （页面存档备份，存于）
- 司法大臣祁淦禮在布萊頓與歐洲人權法院47個成員國召開會議，商討對法院的改革方向，他表示懷有「相當的希望」游說各國支持英國提出削減人權法院權力的方案。BBC （页面存档备份，存于）

## 4月15日
- 工黨黨魁文立彬建議對政黨捐獻設立上限，每人捐款不可多於5,000英鎊，而且適用於來自工會的捐獻。他表示建議是希望減少有財有勢的人士對政界的影響。BBC
- 設於美國的中文媒體網站博訊網透露，與前重慶市市長薄熙來一家關係密切的英籍商人尼爾·海伍德，可能是死於氰化鉀中毒。海伍德去年11月在重慶身亡，當時中方聲稱他死於酗酒，到最近中方突然公佈薄熙來妻子谷開來涉嫌謀殺海伍德，但未有透露詳情。BBC （页面存档备份，存于）

## 4月8日
- 有研究人力資源的智庫發表報告，預計全國失業人口在夏季期間可能再增加10萬人，最快到今年9月才可能見頂。BBC （页面存档备份，存于）
- 坎特伯雷大主教羅恩·威廉斯博士在坎特伯雷座堂主持復活節禮拜，他批評不少中學的宗教教育倒退，並強調年青人應該重視宗教。今次將是威廉斯在今年12月卸任前，最後一次主持復活節禮拜。BBC （页面存档备份，存于）

## 4月7日
- 財相歐思邦表示他個人支持公開內閣官員的稅務記錄，指出美國也有同類的做法，能藉以提升政府的透明度。較早前，尋求連任的倫敦市長鮑里斯·約翰遜與另一候選人肯·利文斯通在電台節目上互相指責對方逃稅，兩人與另外兩名候選人事後均公開了各自的稅務記錄。BBC （页面存档备份，存于）
- 有教師工會在伯明翰通過建議，在今年秋季發動全國性工業行動，抗議政府計劃削減教師薪津和把辦學權私有化，工會的工業行動將不排除罷工。BBC （页面存档备份，存于）

## 4月2日
- 英國和阿根廷各地有悼念活動紀念1982年福克蘭戰爭爆發30周年，英揆大衛·卡梅倫發表聲明，認為紀念日是為了悼念在戰事中陣亡的兩國軍人，但他強調英國會繼續致力捍衛福克蘭群島的主權。當年的戰爭共分別造成255名英軍和大約650名阿根廷軍人陣亡。BBC （页面存档备份，存于）
- 諾定咸郡一名15歲男子因謀殺47歲的母親，被諾定咸皇室法庭判處監禁至少16年。案情指出，被告在2011年4月25日清晨與母親發生爭執後，仿照電視劇的情節，用撥釘錘襲擊母親頭部至死，然後再點火焚燒屍體。被告在聆訊期間否認謀殺，只承認誤殺，但仍在今年2月9日被判謀殺罪名成立，延至今日課刑。BBC （页面存档备份，存于）

| 依月份排列新聞動態 |
| \| - 2014年英國：1月 - 2月 - 3月 - 4月 - 5月 - 6月 - 7月 - 8月 - 9月 - 10月 - 11月 - 12月 - 2013年英國：1月 - 2月 - 3月 - 4月 - 5月 - 6月 - 7月 - 8月 - 9月 - 10月 - 11月 - 12月 - 2012年英國：1月 - 2月 - 3月 - 4月 - 5月 - 6月 - 7月 - 8月 - 9月 - 10月 - 11月 - 12月 - 2011年英國：1月 - 2月 - 3月 - 4月 - 5月 - 6月 - 7月 - 8月 - 9月 - 10月 - 11月 - 12月 - 2010年英國：1月 - 2月 - 3月 - 4月 - 5月 - 6月 - 7月 - 8月 - 9月 - 10月 - 11月 - 12月 - 2009年英國：1月 - 2月 - 3月 - 4月 - 5月 - 6月 - 7月 - 8月 - 9月 - 10月 - 11月 - 12月 - 2008年英國：1月 - 2月 - 3月 - 4月 - 5月 - 6月 - 7月 - 8月 - 9月 - 10月 - 11月 - 12月 檢閱 \| |
| - 2014年英國：1月 - 2月 - 3月 - 4月 - 5月 - 6月 - 7月 - 8月 - 9月 - 10月 - 11月 - 12月 - 2013年英國：1月 - 2月 - 3月 - 4月 - 5月 - 6月 - 7月 - 8月 - 9月 - 10月 - 11月 - 12月 - 2012年英國：1月 - 2月 - 3月 - 4月 - 5月 - 6月 - 7月 - 8月 - 9月 - 10月 - 11月 - 12月 - 2011年英國：1月 - 2月 - 3月 - 4月 - 5月 - 6月 - 7月 - 8月 - 9月 - 10月 - 11月 - 12月 - 2010年英國：1月 - 2月 - 3月 - 4月 - 5月 - 6月 - 7月 - 8月 - 9月 - 10月 - 11月 - 12月 - 2009年英國：1月 - 2月 - 3月 - 4月 - 5月 - 6月 - 7月 - 8月 - 9月 - 10月 - 11月 - 12月 - 2008年英國：1月 - 2月 - 3月 - 4月 - 5月 - 6月 - 7月 - 8月 - 9月 - 10月 - 11月 - 12月 檢閱       |